# Marco Condulmer
Pour les autres membres de la famille, voir Famille Condulmer.
Marco Condulmer (Marco de Gondimeriis, Marcus Condolmer), francisé en Marc Condulmer, né entre 1405 et 1408 à Venise et mort entre 1460 et 1465 à Rome, est un prélat italien au XVe siècle. Il est notamment évêque d'Avignon et patriarche latin d'Alexandrie.

## Biographie

Les armes des Condulmer se composent d'azur à une bande d'argent.

Lorenzo Marco Condulmer serait né entre 1405 et 1408. Il est issu d'une famille noble vénitienne, la famille Condulmer.
Encouragé par son oncle, le cardinal Gabriele Condulmer, Marco Condulmer entre dans la congrégation des chanoines de San Giorgio in Alga, mais peu de temps après il s'installe à Rome. Il est doyen de Patras, sous-diacre du Saint-Siège et châtelain de Castel Sant'Angelo. En 1432, le pape Martin V le nomme évêque d'Avignon. Martin vient de se passer à son oncle Gabriel avec le nom d'Eugène IV. Les relations avec les habitants d'Avignon sont difficiles et Condulmer préfère rester dans la curie romaine, mais les habitants exigent le remplacement de Condulmer au concile de Bâle. La question est finalement résolue par Eugène IV, qui envoie Pierre de Foix comme légat d'Avignon.
En 1433, Marco Condulmer devient gouverneur de Bologne. Il y est bientôt impliqué dans les affrontements de la ville et est emprisonné en 1434 par l'ambassadeur vénitien, accusé de l'élaboration d'un conspiration pour ouvrir les portes de Bologne pour Gattamelata. Pour apporter la paix, Eugène IV remplace Marco Condulmer par l'évêque de Split, Zabarella Barthélemy et Condulmer est libéré.
En 1433, il est nommé archevêque-comte de Tarentaise,, mais n'y est jamais allé et participe à la politique de détente d'Eugène IV envers l'église grecque. En 1437, il est  envoyé à Constantinople comme légat apostolique. En 1438, il est  patriarche de Grado (la plus haute fonction ecclésiastique dans la République de Venise) et l'année suivante il assiste au concile de Florence.
En 1444, il devient patriarche latin d'Alexandrie et à partir de 1445 il est administrateur du diocèse de Spoleto.
Marco Condulmer meurt entre 1460 et 1465.